# AIN i olympiska spelen
Individuella neutrala idrottare (AIN) var benämningen som användes för att representera godkända individuella ryska och belarusiska idrottare vid de olympiska sommarspelen 2024, efter att internationella olympiska kommittén (IOK) förbjöd dessa länders tidigare benämningar på grund av den ryska invasionen av Ukraina 2022 som fortsatte under spelens gång. IOK:s landskod för de idrottare är AIN, från franska athlètes individuels neutres.

Individuella neutrala idrottare gick under AIN-flaggan.

Delegationen förbjöds att använda den olympiska flaggan och den olympiska hymnen, vilket var den vanliga sedvanan för neutralt utsedda idrottare i tidigare spel. Istället använde de en turkosfärgad flagga med en cirkulär AIN-emblem och en unik instrumental hymn, som båda tilldelades av IOK. Individuella neutrala idrottare var tvungna att först genomgå en bakgrundskontroll och sedan godkännas av varje idrotts internationella federation, och därefter av en särskild panel som skapades av IOK för ändamålet. På grund av att AIN deltog som en neutralt grupp under vissa restriktioner, deltog inte delegationen i nationsparaden under invigningsceremonin och fick ingen officiell ranking i medaljtabellerna.

## Bakgrund
Efter den ryska invasionen av Ukraina den 24 februari 2022, som började strax efter de olympiska vinterspelen 2022, förbjöd IOK Ryssland och Belarus och rekommenderade att andra internationella idrottsorganisationer skulle göra detsamma den 28 februari 2022. Följaktligen uteslöts ryska och belarusiska idrottare från de paralympiska vinterspelen 2022.
Den 25 januari 2023 publicerade IOC ett uttalande som stödde idén att ryska och belarusiska idrottare skulle kunna tillåtas tävla som neutrala, förutsatt att de inte "aktivt" stödde kriget och att ryska och vitryska flaggor, hymner, färger och namn var förbjudna (därmed förbjöds de alternativa benämningar som användes av Ryssland 2018, 2020 och 2022).
Den 28 mars 2023 introducerade IOK namnet AIN och snävade in kraven till individuella idrottare, vilket förbjöd lag av ryska och belarusiska idrottare att tävla. För evenemang organiserade av en internationell förbund utöver IOK rekommenderade IOK att inte använda någon flagga alls (eller, om det inte var möjligt, evenemangets flagga, förbundets flagga eller bokstäverna "AIN") och evenemangets hymn eller förbundets hymn. Förbund som inte hade franska som officiellt språk använde fortfarande namnet AIN. IOK donerade också 5 miljoner dollar till den nationella olympiska kommittén i Ukraina.
Den 22 september 2023 förbjöd  internationella antidopningsbyrån (WADA) den ryska flaggan och nationalsången från internationella idrottsevenemang för andra gången på grund av rysk lagstiftning och att RUSADA inte uppfyllde internationella antidopningskodens krav, vilket överensstämmer med förbudet om den olympiska vapenvilan. WADA meddelade att förbudet inte skulle hävas förrän "de brister som rör nationell lagstiftning har rättats till helt".
Den 12 oktober 2023 suspenderade IOK den ryska olympiska kommittén tills vidare, vilket överlappade med de andra två förbuden, på grund av dess överträdelse av den olympiska stadgan genom dess inkludering av de regionala olympiska kommittérna i Cherson, Zaporizjzja, Donetsk och Luhansk i den ryska olympiska kommittén. Vid tidpunkten för överträdelsen av den olympiska stadgan hade presidenten för den ryska olympiska kommittén, Stanislav Pozdnyakov, sagt att han inte såg några problem med införlivandet av de tidigare ukrainska regionala IOK:erna i den ryska IOK.
Den 19 mars 2024 uppdaterade IOC AIN-flaggan till turkosfärgad text och en turkosfärgad bakgrund och publicerade en instrumentell hymn "som producerades uteslutande för detta ändamål". IOC uppgav också att AIN, som oberoende idrottare, inte skulle delta som en delegation under nationsparaden vid invigningsceremonin, men att idrottarna fortfarande "skulle ges möjlighet att uppleva evenemanget".

## AIN i OS 2024
I olympiska sommarspelen 2024 deltog 32 idrottare under benämningen individuella neutrala idrottare (AIN). 15 var från Ryssland och 17 från Belarus. De lyckades vinna 5 medaljer (1 guld, 3 silver och 2 brons).